# Bancă universală
Banca universală este un tip de bancă care participă la mai multe tipuri de activități bancare și este atât o bancă comercială, cât și o bancă de investiții, oferind, de asemenea, alte servicii financiare, cum ar fi asigurările. Acestea sunt, de asemenea, denumite firme financiare cu servicii complete, deși pot exista și bănci de investiții cu servicii complete, care oferă managementul averii și al activelor, tranzacționare, subscriere, cercetare, precum și consultanță financiară.
Băncile universale și băncile private pot coexista frecvent, dar există și posibilitatea ca fiecare să funcționeze independent. Băncile universale oferă o gamă largă de servicii financiare, inclusiv servicii bancare comerciale, de investiții, asigurări și gestionarea activelor.

## Conceptul de bancă universală
Conceptul este cel mai relevant în Regatul Unit și Statele Unite ale Americii, unde, istoric, a existat o distincție între băncile de investiții pure și băncile comerciale. În Statele Unite, aceasta a fost rezultatul Legii Glass-Steagall din 1933. În ambele țări, însă, din anii 1980, bariera de reglementare pentru combinarea băncilor de investiții și a băncilor comerciale a fost în mare măsură eliminată, iar un număr de bănci universale au apărut în ambele jurisdicții.
În alte țări, conceptul este mai puțin relevant, deoarece nu a existat o distincție de reglementare între băncile de investiții și băncile comerciale. Astfel, băncile de dimensiuni foarte mari tind să opereze ca bănci universale, în timp ce firmele mai mici se specializează fie ca bănci comerciale, fie ca bănci de investiții. Acest lucru este valabil mai ales pentru țările cu tradiție bancară continentală europeană.

## Exemple de bănci universale
Exemple notabile de bănci universale includ:
- Statele Unite: Bank of America, Citigroup, JPMorgan Chase și Wells Fargo
- Elveția: UBS
- Franța: BNP Paribas, Crédit Agricole și Société Générale
- Regatul Unit: Barclays, HSBC, Lloyds Banking Group, Standard Chartered;
- Germania: Deutsche Bank
- Olanda: ING Bank

Exemple de bănci de investiții pure nu există în general decât în America și includ Goldman Sachs și Morgan Stanley.